# إليزابيث وارد
إليزابيث وارد (بالإنجليزية: Elizabeth M. Ward) هي عالمة وباحثة أمريكية في جمعية السرطان الأمريكية. وهي أيضًأ نائبة الرئيس الوطني للبحوث الجماعية منذ عام 2012 كما برزت في قائمة تومسون رويترز للعلماء الأكثر موثوقية.

## حياتها
حصلت إليزابيث على الدكتوراة في علم الوبائيات من جامعة بنسلفانيا ثم عملت لمدة 21 عامًا في المعهد الوطني للسلامة والصحة المهنية. وعام 1995، عينت إليزابيث منصب رئيسة الدراسات والمراقبة في المعهد الوطني للسلامة والصحة المهنية واستمرت فيه حتى تقاعدها عام 2002. وفي العام ذاته، حصلت على وسام الاستحقاق لخدمة الصحة العامة في الولايات المتحدة. عقب أحداث 11 سبتمبر 2001، أيدت إليزابيث موقف الحكومة من إجراء اختبارات السرطان لعمال الإغاثة نظرًا للظروف الخاصة التي مروا بها وتعرضهم بشدة لمخاطر مجهولة.
انضمت إليزابيث إلى جمعية السرطان الأمريكية عام 2002 كمديرة لقسم بحوث المراقبة وعلوم الأوبئة. وبدأت العمل مع اتحاد شمال أمريكا لسجلات السرطان المركزية في منصب رئيس مشارك عام 2004. وفي العام التالي، تمت ترقيتها لرئاسة اللجنة. وفي عام 2012، حصلت إليزابيث على جائزة دكتور كالوم موير تقديًا لمساهماتها.

## روابط خارجية
- "ward+elizabeth+m"&dblist=638&qt=sort&se=yr&sd=asc&qt=sort_yr_asc قائمة مؤلفاتها على WorldCat